# Втрати Добровольчого українського корпусу «Правий сектор»

У статті наведена інформація про втрати та обставини загибелі бійців Добровольчого українського корпусу «Правий сектор» від липня 2014 року до заснування в листопаді 2022 року 67-ї окремої механізованої бригади в складі Збройних сил України.
| Втрати ДУКу з 2014 по 2022 роки на основі зведеної таблиці втрат. |
| 10 20 30 40 2014 2015 2016 2017 2018 2019 2021 2022               |

За інформацією Дмитра Яроша на початок лютого 2016 року за час війни з російсько-терористичними підрозділами бойові та небойові втрати ДУКу склали вбитими — 64 людини, пораненими — понад 500.
20 квітня 2014 року до формального заснування Добровольчого українського корпусу (17 липня 2014 року) під час першого значного бою з сепаратистами на блокпосту під Билбасівкою в околицях Слов'янська загинув Станіславенко Михайло Олександрович (народився 19 квітня 1983 року, Київ, 31 рік) — вояк бойової групи силового крила «Правого сектору». Його тіло перепоховали вже після звільнення Слов'янська.

## Список загиблих
Зведена таблиця містить інформацію про 87 вояків Добровольчого українського корпусу, які втратили своє життя безпосередньо на лінії зіткнення з російсько-терористичними угрупованнями або поза її межами.
Таблиця створена за наявними відкритими джерелами та не може вважатися повною.
| Прізвище, ім'я, по батькові (псевдо)               | Підрозділ, посада                                                                            | Вік | Дата народження   | Місце народження                  | Дата смерті       | Місце смерті (смертельного поранення) | Обставини смерті |
| -------------------------------------------------- | -------------------------------------------------------------------------------------------- | --- | ----------------- | --------------------------------- | ----------------- | ------------------------------------- | --- |
| Дутчак Юрій Іванович («Шумахер»)                   | 4-й запасний батальйон                                                                       | 30  | 24 квітня 1984    | Іспас                             | 23 липня 2014     | Волноваха                             | Загинув в засідці від кулі бойовика, коли повертався з передової, де перебував з волонтерською місією.                                                                                        |
| Беленець Андрій Анатолійович («Снєгір»)            | 5-й окремий батальйон                                                                        | 45  | 18 листопада 1968 | Херсон                            | 25 липня 2014     | Піски                                 | Отримав смертельне поранення в шию, прикривши собою побратима під час бою. |
| Статій Володимир Михайлович («Білий»)              | 5-й окремий батальйон                                                                        | 39  | 26 жовтня 1974    | Львів                             | 25 липня 2014     | Піски                                 | Підірвався гранатою разом з чотирма терористами, які його оточили під час бою. |
| Дяченко Олександр Юрійович («Білий»)               | 5-й окремий батальйон                                                                        | 37  | 17 жовтня 1976    | Запоріжжя                         | 30 липня 2014     | Піски                                 | Загинув від кулі снайпера під час бою в 600 метрах від блокпосту терористів. |
| Пашко Василь Любомирович («Лис»)                   | 5-й окремий батальйон                                                                        | 31  | 14 жовтня 1982    | Новий Яричів                      | 5 серпня 2014     | Амвросіївка                           | Загинув від кулі снайпера, затуливши собою 18-річного побратима та врятувавши йому життя. |
| Прищепюк Андрій Миколайович («Шершень»)            | Диверсійно-розвідувальна група, командир                                                     | 39  | 12 жовтня 1974    | Івано-Франківськ                  | 9 серпня 2014     | Міусинськ                             | Загинув під час бою, коли розвідгрупа потрапила до засідки. |
| Тарасюк Олег Андрійович («Тарас»)                  | Рівненська розвідгрупа, командир                                                             | 45  | 21 вересня 1968   | Курозвани                         | 10 серпня 2014    | Іловайськ                             | Загинув під час бою від кулі снайпера. |
| Федчишин Анатолій Миколайович («Білий»)            | Диверсійно-розвідувальна група                                                               | 32  | 11 листопада 1981 | Любомль                           | 10 серпня 2014    | Іловайськ                             | Загинув під час бою від кулі снайпера. |
| Величко Володимир Володимирович («Хохол»)          | Розвідувально-штурмова група                                                                 | 43  | 3 червня 1971     | Хмельницький                      | 12 серпня 2014    | Мандрикине                            | Загинув у групі бійців, які потрапили до засідки на блокпосту на об'їзній трасі під Донецьком.                                                                                                |
| Волощук Михайло Володимирович                      | Розвідувально-штурмова група                                                                 | 34  | 19 липня 1980     | Вільнянськ                        | 12 серпня 2014    | Мандрикине                            | Загинув у групі бійців, які потрапили до засідки на блокпосту на об'їзній трасі під Донецьком.                                                                                                |
| Зозуля Анатолій Михайлович                         | Розвідувально-штурмова група                                                                 | 44  | 15 вересня 1969   | Звенигородка                      | 12 серпня 2014    | Мандрикине                            | Загинув у групі бійців, які потрапили до засідки на блокпосту на об'їзній трасі під Донецьком.                                                                                                |
| Малолітній Олександр Іванович («Мальок»)           | Розвідувально-штурмова група                                                                 | 34  | 6 вересня 1979    | Дніпро                            | 12 серпня 2014    | Мандрикине                            | Загинув у групі бійців, які потрапили до засідки на блокпосту на об'їзній трасі під Донецьком.                                                                                                |
| Мартинов Олександр Олександрович («Мартин»)        | Розвідувально-штурмова група                                                                 | 26  | 17 грудня 1987    | Дніпро                            | 12 серпня 2014    | Мандрикине                            | Загинув у групі бійців, які потрапили до засідки на блокпосту на об'їзній трасі під Донецьком.                                                                                                |
| Мірошніченко Меруж Валентинович («Скіф»)           | Розвідувально-штурмова група                                                                 | 29  | 17 листопада 1984 | Якимівка                          | 12 серпня 2014    | Мандрикине                            | Загинув у групі бійців, які потрапили до засідки на блокпосту на об'їзній трасі під Донецьком.                                                                                                |
| Пальгуєв Олександр Сергійович                      | Розвідувально-штурмова група                                                                 | 21  | 18 вересня 1992   | Дівнинське                        | 12 серпня 2014    | Мандрикине                            | Загинув у групі бійців, які потрапили до засідки на блокпосту на об'їзній трасі під Донецьком.                                                                                                |
| Петрушов Олександр Валентинович                    | Розвідувально-штурмова група                                                                 | 46  | 10 жовтня 1967    | Дніпро                            | 12 серпня 2014    | Мандрикине                            | Загинув у групі бійців, які потрапили до засідки на блокпосту на об'їзній трасі під Донецьком.                                                                                                |
| Смолінський Леонід Денисович                       | Розвідувально-штурмова група                                                                 | 49  | 16 грудня 1964    | Хмельницький                      | 12 серпня 2014    | Мандрикине                            | Загинув у групі бійців, які потрапили до засідки на блокпосту на об'їзній трасі під Донецьком.                                                                                                |
| Суховий Сергій Іванович («Камиш»)                  | Розвідувально-штурмова група                                                                 | 36  | 6 серпня 1978     | Комишуваха                        | 12 серпня 2014    | Мандрикине                            | Загинув у групі бійців, які потрапили до засідки на блокпосту на об'їзній трасі під Донецьком.                                                                                                |
| Козюбчик Андрій Михайлович («Орест»)               | ???                                                                                          | 33  | 3 серпня 1981     | Кривий Ріг                        | 17 серпня 2014    | Піски                                 | Загинув під час виконання бойового завдання. |
| Атаманчук Роман Віталійович («Добрий»)             | ???                                                                                          | 21  | 10 грудня 1992    | Сергіївка                         | 29 серпня 2014    | Новокатеринівка                       | Загинув під час виходу з-під Іловайська так званим «зеленим коридором». |
| Бакульманов Олег Васильович («Ленін»)              | 5-й окремий батальйон                                                                        | 50  | 21 вересня 1963   | Кадіївка                          | 1 вересня 2014    | Піски                                 | Загинув вночі під час бою. |
| Шептицький Ігор Олексійович («Шип»)                | 5-й окремий батальйон                                                                        | 45  | 22 листопада 1968 | Київ                              | 3 вересня 2014    | Піски                                 | Помер від тяжкого поранення, отриманого під час мінометного обстрілу. |
| Стефурак Степан Степанович («24-й»)                | 5-й окремий батальйон                                                                        | 19  | 4 серпня 1995     | Топорівці                         | 22 вересня 2014   | Піски                                 | Загинув під час бою — машина підірвалася на міні. |
| Пінчук Олексій Леонідович («Дальнобій»)            | 5-й окремий батальйон                                                                        | 34  | 2 червня 1980     | Дніпро                            | 22 вересня 2014   | Донецьк                               | Загинув у бою в районі донецького аеропорту під час мінометного обстрілу. |
| Горбенко Святослав Сергійович («Скельд»)           | 5-й окремий батальйон                                                                        | 19  | 26 грудня 1994    | Полтава                           | 3 жовтня 2014     | Донецьк                               | Загинув у старому терміналі під час бою за донецький аеропорт. |
| Андрєєв Сергій Володимирович («Каспер»)            | 5-й окремий батальйон                                                                        | 30  | 5 листопада 1983  | Дніпро                            | 3 жовтня 2014     | Донецьк                               | Загинув біля старого терміналу під час бою за донецький аеропорт. |
| Підлубний Олександр Володимирович («Хруст»)        | 5-й окремий батальйон, командир розвідгрупи                                                  | 27  | 5 жовтня 1987     | Київ                              | 5 жовтня 2014     | Спартак                               | Загинув у бою під час атаки під селом поряд з донецьким аеропортом. |
| Кіреєв Антон Аркадійович («Сіфон»)                 | 5-й окремий батальйон, розвідгрупа                                                           | 40  | 7 листопада 1973  | Київ                              | 5 жовтня 2014     | Спартак                               | Загинув у бою під час атаки під селом поряд з донецьким аеропортом. |
| Табала Сергій Олександрович («Сєвєр»)              | 5-й окремий батальйон                                                                        | 18  | 16 грудня 1995    | Лебедин                           | 6 листопада 2014  | Донецьк                               | Загинув у бою під час штурму російськими бойовиками диспетчерської вежі донецького аеропорту.                                                                                                 |
| Райхерт Олександр Олександрович («Чорний»)         | 5-й окремий батальйон, штурмова рота                                                         | 18  | 21 січня 1996     | Херсон                            | 9 листопада 2014  | Піски                                 | Загинув від важкого поранення поблизу донецького аеропорту. |
| Воловик Всеволод Валентинович («Сєва»)             | 5-й окремий батальйон, розвідник                                                             | 47  | 20 листопада 1967 | Київ                              | 21 листопада 2014 | Донецьк                               | Підірвався на міні в районі донецького аеропорту. |
| Онищенко Олег Петрович («Кент»)                    | 5-й окремий батальйон, 1-ша штурмова рота                                                    | 27  | 21 червня 1987    | Білогородка                       | 21 лютого 2015    | Білогородка                           | Вранці поховав матір, а ввечері зупинилось серце Олега. |
| Колєсніков Дмитро Вадимович («Правий»)             | 5-й окремий батальйон, 1-ша штурмова рота                                                    | 20  | 12 січня 1995     | Володимир-Волинський              | 22 лютого 2015    | Піски                                 | Загинув від прямого влучання танкового снаряда у приміщення, де перебували бійці. |
| Ломей Дмитро Вікторович («Лом»)                    | 5-й окремий батальйон, 1-ша штурмова рота                                                    | 33  | 2 лютого 1982     | Цуцилів                           | 22 лютого 2015    | Піски                                 | Загинув від прямого влучання танкового снаряда у приміщення, де перебували бійці. |
| Федчук Юрій Ростиславович («Юз»)                   | 5-й окремий батальйон, 2-га штурмова рота                                                    | 46  | 29 травня 1968    | Луцьк                             | 25 лютого 2015    | Луцьк                                 | Загинув внаслідок ДТП — був збитий нетверезим водієм. |
| Флерко Микола Олексійович («Танк»)                 | 5-й окремий батальйон, 2-га штурмова рота                                                    | 36  | 22 серпня 1978    | Деркачі                           | 28 лютого 2015    | Піски                                 | Загинув внаслідок мінометного обстрілу, супроводжуючи журналістів. |
| Гунько Сергій Володимирович («Фантом»)             | Розвідувальна група                                                                          | 49  | 7 січня 1966      | Полтава                           | 10 березня 2015   | Копили                                | Загинув у ДТП під час переслідування правопорушника. |
| Стефанович Віктор Володимирович («Вік»)            | 8-ма окрема рота «Аратта»                                                                    | 28  | 10 травня 1987    | Тернопіль                         | 15 червня 2015    | Широкине                              | Загинув під час обстрілу від осколкового поранення сонної артерії. |
| Дощенко Геннадій Леонідович («Дощ»)                | 5-й окремий батальйон, командир підрозділу                                                   | 49  | 28 листопада 1965 | Кривий Ріг                        | 17 червня 2015    | Донецьк                               | Загинув у бою від кулі снайпера, прикривши собою побратима. |
| Семеряк Ярослав Іванович («Смерека»)               | ???                                                                                          | 49  | 7 листопада 1965  | Тростянчик                        | 19 червня 2015    | Донецьк                               | Помер у Обласній клінічній лікарні ім. Мечникова від отриманих 12 червня поранень під час виконання бойового завдання в районі шахти «Бутівка».                                               |
| Ігнатоля Руслан Васильович («Пух»)                 | 1-й запасний батальйон, командир роти                                                        | 36  | 3 грудня 1978     | Мукачево                          | 11 липня 2015     | Мукачево                              | Загинув у перестрілці під час збройного протистояння у Мукачевому. |
| ??? («Бульба»)                                     | 1-й запасний батальйон                                                                       | ??? | ???               | ???                               | 11 липня 2015     | Мукачево                              | Загинув у перестрілці під час збройного протистояння у Мукачевому. |
| Шилов Сергій Васильович («Грін»)                   | 8-й окремий батальйон «Аратта», командир 2-ї роти                                            | 43  | 16 січня 1972     | Жовті Води                        | 16 липня 2015     | Маріуполь                             | Помер у Обласній клінічній лікарні ім. Мечникова від отриманих 9 липня тяжких поранень у результаті підриву на міні поблизу Маріуполя.                                                        |
| Довгий Костянтин Миколайович («Юрист»)             | 7-й окремий батальйон, диверсійно-розвідувальна група                                        | 39  | 6 січня 1976      | Ялтушків                          | 18 липня 2015     | Верхньоторецьке                       | Загинув у бою від розриву міни, залишившись прикривати відхід товаришів та евакуацію пораненого.                                                                                              |
| Горбачова Анастасія Валентинівна («Лиса»)          | Окрема тактична група, стрілець-санінструктор розвідгрупи                                    | 32  | 16 березня 1983   | Чернівці                          | 6 серпня 2015     | Маріуполь                             | Загинула від вогнепального поранення з мисливської рушниці в серце. |
| Тіліженко Віталій Вікторович («Кекс»)              | 5-й окремий батальйон, 1-ша штурмова рота (Тактична група «Білорусь»)                        | 36  | 25 грудня 1978    | Запоріжжя                         | 10 серпня 2015    | Старогнатівка                         | Загинув в бою під час оборони позицій 72-ї окремої механізованої бригади. |
| Лавкай Василь Васильович («Бізон»)                 | 5-й окремий батальйон, 1-ша штурмова рота                                                    | 37  | 22 березня 1978   | Клячаново                         | 10 серпня 2015    | Старогнатівка                         | Загинув в бою під час оборони позицій 72-ї окремої механізованої бригади. |
| Бодяк Андрій Олександрович («Бодяк»)               | 5-й окремий батальйон, 1-ша штурмова рота                                                    | 41  | 5 лютого 1974     | Борозенське                       | 10 серпня 2015    | Старогнатівка                         | Загинув в бою під час оборони позицій 72-ї окремої механізованої бригади. |
| Пірковська (Зелинська) Олена Болеславівна («Єва»)  | Окремий медичний батальйон «Госпітальєри», керівник відділу догляду, турботи та реабілітації | 41  | 28 травня 1974    | Київ                              | 15 серпня 2015    | Дніпро                                | Померла в Обласній клінічній лікарні ім. Мечникова під час операції — не витримало серце. На початку липня була госпіталізована з переломом хребта.                                           |
| Черкашин Олександр Миколайович («Тарас»)           | 5-й окремий батальйон, 1-ша штурмова рота (Тактична група «Білорусь»)                        | 32  | 27 вересня 1982   | Брест                             | 28 серпня 2015    | Біла Кам'янка                         | Помер у Запорізькій лікарні від тяжких осколкових поранень, які отримав під час бою 10 серпня.                                                                                                |
| Берталон Віталій Йосипович («Буля»)                | 5-й окремий батальйон, 1-ша штурмова рота                                                    | 29  | 19 травня 1986    | Буштино                           | 8 вересня 2015    | Орли                                  | Загинув у ДТП на 106 км автотраси «Запоріжжя — Донецьк». |
| Копосович Роман Михайлович («Казах»)               | 1-й запасний батальйон                                                                       | 25  | 5 листопада 1989  | Збини                             | 14 вересня 2015   | Орли                                  | Помер у Обласній клінічній лікарні ім. Мечникова через отримані 8 вересня тяжкі травми в ДТП на 106 км автотраси «Запоріжжя — Донецьк».                                                       |
| Яковенко Олександр Володимирович («Палач»)         | 5-й окремий батальйон, 3-тя штурмова рота                                                    | 31  | 15 листопада 1983 | Суми                              | 21 вересня 2015   | Суми                                  | Загинув в штабі «Правого сектору» від вибуху внаслідок необережного поводження з гранатою РГД-5.                                                                                              |
| Грицишин Анатолій Григорович («Шахтар»)            | 8-й окремий батальйон «Аратта»                                                               | 46  | 16 жовтня 1969    | Андріївка                         | 13 листопада 2015 | Червоноград                           | Загинув вночі у пожежі в ресторані, де працював охоронцем. |
| Тікунов Віталій Валерійович («Кок»/«Одуван»)       | ???                                                                                          | 42  | 17 січня 1973     | Запоріжжя                         | 2 грудня 2015     | Чонгар                                | Помер вночі від серцевого нападу на блокпосту на адміністративному кордоні з Кримом, беручи участь в акції «Громадянська блокада Криму».                                                      |
| Павлюк Володимир Миколайович                       | ???                                                                                          | 32  | 11 серпня 1983    | Ощів                              | 6 січня 2016      | ???                                   | Загинув під час виконання бойового завдання. За іншою інформацією помер через серцевий напад, перебуваючи на передовій.                                                                       |
| Семанишин Григорій Петрович («Семен»)              | Окрема тактична група ім. капітана Воловика, начальник штабу                                 | 42  | 29 листопада 1973 | Горохолина                        | 18 січня 2016     | Донецьк                               | Загинув у районі донецького аеропорту від тяжкого поранення внаслідок підриву на розтяжці. |
| Панасейко Яків Федорович                           | ???                                                                                          | 26  | 23 листопада 1989 | Запоріжжя                         | 19 березня 2016   | Запоріжжя                             | Помер через зупинку серця. |
| Костюк Євген Віталійович («Шльоцик»)               | 1-ша окрема штурмова рота                                                                    | 19  | 28 серпня 1996    | Вінниця                           | 2 червня 2016     | Донецьк                               | Помер у Обласній клінічній лікарні ім. Мечникова через отримані 29 травня тяжкі поранення голови внаслідок підриву на «розтяжці» поблизу шахти «Путилівська» («Бутівка-Донецька»).            |
| Маслей Роберт В'ячеславович («Док»)                | Парамедик                                                                                    | 24  | 23 вересня 1991   | Хуст                              | 11 червня 2016    | Донецьк                               | Загинув внаслідок артилерійського обстрілу та часткового обвалу залізобетонних конструкцій шахти «Путилівська» («Бутівка-Донецька»).                                                          |
| Гнатюк Юрій Вікторович («Гуцул»)                   | 2-га окрема тактична група                                                                   | 26  | 3 травня 1990     | Красилів                          | 11 червня 2016    | Донецьк                               | Загинув внаслідок артилерійського обстрілу та часткового обвалу залізобетонних конструкцій шахти «Путилівська» («Бутівка-Донецька»).                                                          |
| Шевченко Ярослав Михайлович («Ярик»)               | 2-га окрема тактична група                                                                   | 41  | 8 квітня 1975     | Білики                            | 11 червня 2016    | Донецьк                               | Загинув внаслідок артилерійського обстрілу та часткового обвалу залізобетонних конструкцій шахти «Путилівська» («Бутівка-Донецька»).                                                          |
| Бутенко Андрій Іванович («Легат»)                  | 2-га окрема тактична група                                                                   | 23  | 11 серпня 1992    | Новомихайлівка                    | 11 червня 2016    | Донецьк                               | Загинув внаслідок артилерійського обстрілу та часткового обвалу залізобетонних конструкцій шахти «Путилівська» («Бутівка-Донецька»).                                                          |
| Сліпак Василь Ярославович («Міф»)                  | 1-ша окрема штурмова рота                                                                    | 41  | 20 грудня 1974    | Львів                             | 29 червня 2016    | Луганське                             | Загинув під час бою від кулі снайпера, прикриваючи товаришів з кулемета. |
| Ворошило Євгеній Іванович («Джек»)                 | 1-ша окрема штурмова рота, командир взводу                                                   | 35  | 29 квітня 1981    | Кам'янське                        | 30 серпня 2016    | Авдіївка                              | Загинув від кулі снайпера в промисловій зоні міста. |
| Ткаченко Роман («Ромашка»)                         | Окрема тактична група ім. капітана Воловика, розвідник                                       | ??? | ???               | Чернігів                          | 10 вересня 2016   | Чернігів                              | Помер в лікарні внаслідок тривалої хвороби на менінгіт, який набув на фронті. |
| Литовченко В'ячеслав Григорович («ВДВ»)            | 1-ша окрема штурмова рота                                                                    | 44  | 17 грудня 1971    | Старицьківка                      | 30 вересня 2016   | Авдіївка                              | Помер у шпиталі на операційному столі внаслідок тяжкого поранення в голову кулею снайпера 29 вересня в промзоні міста.                                                                        |
| Кравченко Сергій Вікторович («Крава»)              | 1-ша окрема штурмова рота                                                                    | 32  | 28 травня 1984    | Гайсин                            | 3 жовтня 2016     | Авдіївка                              | Загинув під час виконання бойового завдання у боєзіткненні з ДРГ противника. |
| Зебін Едуард Миколайович («Фізик»)                 | 1-ша окрема штурмова рота                                                                    | 40  | 26 серпня 1976    | Дніпро                            | 30 листопада 2016 | Авдіївка                              | Загинув внаслідок поранення від розриву ворожої міни — доставлений до шпиталю в стані клінічної смерті з черепно-мозковою травмою.                                                            |
| Руфімський Олексій В'ячеславович («Старий»/«Руфа») | 1-ша окрема штурмова рота                                                                    | 48  | 22 травня 1968    | Кочережки                         | 6 березня 2017    | Авдіївка                              | Загинув від кулі снайпера на позиції в промисловій зоні міста. |
| Сумський Дмитро Михайлович («Шаман»)               | Розвідувальний підрозділ «Санта»                                                             | 42  | 24 вересня 1974   | Київ                              | 30 березня 2017   | Авдіївка                              | Загинув разом із двома військовослужбовцями 72-ї окремої механізованої бригади у промзоні міста внаслідок вибуху міномета М120-15 «Молот».                                                    |
| Динька Олег Миколайович («Єгер»)                   | 1-ша окрема штурмова рота                                                                    | 42  | 25 жовтня 1974    | Запоріжжя                         | 6 вересня 2017    | Піски                                 | Підірвався на розтяжці, виконуючи бойове завдання. Загинув від отриманих травм. |
| Матюхін Віктор Олексійович («Казах»)               | 1-ша окрема штурмова рота                                                                    | 51  | 9 травня 1966     | Карагандинська область, Казахстан | 4 грудня 2017     | Піски                                 | Загинув внаслідок обстрілу від кулі снайпера. |
| Витвицький Андрій Ярославович («Спікер»)           | Розвідувальний підрозділ «Санта»                                                             | 30  | 31 грудня 1987    | Івано-Франківськ                  | 16 січня 2018     | Авдіївка                              | Загинув від важких осколкових поранень внаслідок розриву міни. |
| Димитров Михайло Сергійович («Гайдамака»)          | Розвідувальний підрозділ «Санта»                                                             | 34  | 26 жовтня 1983    | Сміла                             | 17 січня 2018     | Авдіївка                              | Помер у шпиталі від отриманих напередодні важких поранень внаслідок розриву міни. |
| Гаюха Вадим Євгенович («Гаха»)                     | Медичний підрозділ, інструктор-парамедик; 12-та резервна сотня, заступник командира з МТЗ    | 54  | 4 березня 1963    | Херсон                            | 19 січня 2018     | Карлівка                              | Помер від інфаркту. |
| Ібадуллаєв Ленур Алімович («Шах»)                  | «Кримська сотня», снайпер                                                                    | 25  | 27 грудня 1992    | Марфівка                          | 28 січня 2018     | Авдіївка                              | Загинув під час ворожого обстрілу від вогнепального поранення в шию. |
| Кривич Андрій Андрійович («Діллі»)                 | Тактична група «Сапсан»                                                                      | 19  | 24 січня 1999     | Конотоп                           | 27 березня 2018   | Зайцеве                               | Загинув на спостережному посту від кулі снайпера. |
| Корчак Мар’ян Іванович («Хитрий»)                  | 1-ша окрема штурмова рота                                                                    | 22  | 6 вересня 1995    | Шкло                              | 25 травня 2018    | Зайцеве                               | Загинув під час артилерійського обстрілу позицій. |
| Зінов’єв Олексій Васильович («Гайка», «Льошик»)    | 2-га окрема тактична група                                                                   | 28  | 25 червня 1989    | Вінниця                           | 13 червня 2018    | Новогродівка                          | Загинув на місці внаслідок ДТП в зоні проведення ООС. |
| Федоришин Роман Ігорович («Федя»)                  | 1-ша окрема штурмова рота                                                                    | 27  | 8 травня 1991     | Ходорів                           | 2 квітня 2019     | Авдіївка                              | Загинув на місці внаслідок ДТП в зоні проведення ООС. |
| Кубишкін Роман Олександрович («Санич»)             | Артилерист                                                                                   | 46  | 29 червня 1974    | Орел                              | 2 червня 2021     | Піски                                 | 22 лютого 2015 року, під час артилерійського обстрілу, отримав критичне поранення голови — осколками знесло половину черепа. Перебував на паліативному догляді до своєї смерті (смт Клевань). |
| Бучичев Євген Миколайович («Халк»)                 | Сержант, 4-й батальйон                                                                       | 25  | 6 січня 1997      | Скуносове                         | 1 квітня 2022     | Під Харковом                          | Загинув від осколкового поранення під час виконання бойового завдання в боях під Харковом. |
| Бобанич Тарас Миколайович («Хаммер»)               | Молодший лейтенант, командир 2-го окремого батальйону                                        | 33  | 15 березня 1989   | Трускавець                        | 8 квітня 2022     | Вірнопілля                            | Загинув в бою, прикриваючи побратимів. |
| Синьків Володимир Тарасович («Фокус»)              | Старший солдат, 2-й окремий батальйон                                                        | 23  | 1998              | Микуличин                         | 8 квітня 2022     | Вірнопілля                            | Загинув в бою разом з комбатом Тарасом Бобаничем, прикриваючи побратимів. |
| Матузка Максим Олексійович («Марс»)                | Солдат, 3-й батальйон                                                                        | 22  | 22 січня 2000     | Нижня Сагарівка                   | 30 квітня 2022    | Мар'їнка                              | Загинув внаслідок артилерійського обстрілу біля міста Мар'їнка. |
| Стиба Віталій Анатолійович («Вітаха»)              | 1-й ОМБ «Вовки Да Вінчі»                                                                     | 23  | 22 червня 1999    | Рівне                             | 23 серпня 2022    | Бахмут                                | Загинув через артилерійський обстріл під час виконання бойового завдання. |

## Статистика
Статистика побудована на основі наявної інформації у зведеній таблиці про втрати.
- за віком загиблих:

| Вік       | Чисельність |
| --------- | ----------- |
| 18-20     | 7           |
| 21-25     | 11          |
| 26-30     | 13          |
| 31-35     | 15          |
| 36-40     | 11          |
| 41-45     | 15          |
| 46-50     | 11          |
| 51-55     | 2           |
| Невідомий | 2           |

- за місцем смерті (отримання смертельного поранення):

| Місце смерті    | Чисельність |
| --------------- | ----------- |
| Авдіївка        | 10          |
| Амвросіївка     | 1           |
| Бахмут          | 1           |
| Біла Кам'янка   | 1           |
| Білогородка     | 1           |
| Верхньоторецьке | 1           |
| Вірнопілля      | 2           |
| Волноваха       | 1           |
| Дніпро          | 1           |
| Донецьк         | 13          |
| Зайцеве         | 2           |
| Запоріжжя       | 1           |
| Іловайськ       | 2           |
| Карлівка        | 1           |
| Копили          | 1           |
| Луганське       | 1           |
| Луцьк           | 1           |
| Мандрикине      | 10          |
| Мар'їнка        | 1           |
| Маріуполь       | 2           |
| Міусинськ       | 1           |
| Мукачево        | 2           |
| Новогродівка    | 1           |
| Новокатеринівка | 1           |
| Орли            | 2           |
| Піски           | 14          |
| Спартак         | 2           |
| Старогнатівка   | 3           |
| Суми            | 1           |
| Харків          | 1           |
| Червоноград     | 1           |
| Чернігів        | 1           |
| Чонгар          | 1           |
| Широкине        | 1           |
| Невідоме        | 1           |